# Mbipia lutea
Mbipia lutea là một loài cá thuộc họ Cichlidae. Nó là loài đặc hữu của Tanzania. Môi trường sống tự nhiên của chúng là hồ nước ngọt. Một số tài liệu đặt loài này vào chi Haplochromis, tuy nhiên chúng có thể được đặt trở lại trong Mbipia nên xem xét toàn diện chi Haplochromis được tiến hành.